# Ľudovít Venutti
Ľudovít Venutti (11 ottobre 1920 – 16 novembre 2002) è stato un calciatore slovacco, di ruolo attaccante.

## Carriera

### Nazionale
Ha collezionato 3 presenze con la propria Nazionale.